# L'Extravagant Millionnaire
Pour les articles homonymes, voir Peter Voss, der Millionendieb.
Pour plus de détails, voir Fiche technique et Distribution.
L'Extravagant Millionnaire (Peter Voß, der Millionendieb) est un film policier allemand réalisé par Karl Anton et sorti en 1946. Le scénario du film s'inspire du roman Peter Voß, der Millionendieb d'Ewald Gerhard Seeliger, paru en 1913. 
Il s'agit d'un Überläufer.

## Synopsis
Polly Petterson est une cliente majeure de la banque Van Geldern, qui gère pour elle un million d'actifs. Lorsqu'elle tente de retirer la totalité du montant, la banque, qui a spéculé, menace de faire faillite. L'employé Peter Voss vole alors le million et prend la fuite. Il doit se cacher jusqu'à ce que le prix du cuivre, dans lequel cette somme a été investie, augmente à nouveau. Polly engage le détective Bobby Dodd et suit le voleur de banque au Portugal, au Brésil, au Far West et à Hawaï. Là, Peter Voss peut convaincre la riche Polly de ses bonnes intentions, le vol ayant été commis afin de sauver la banque et, après le sauvetage de celle-ci, il y a même un mariage.

## Fiche technique
- Titre français : L'Extravagant Millionnaire[2]
- Titre original : Peter Voss, der Millionendieb
- Réalisation : Karl Anton
- Scénario : Karl Anton, Felix von Eckardt, d'après un roman d'Ewald Gerhard Seeliger
- Photographie : Eduard Hoesch
- Montage : Johanna Meisel
- Musique : Werner Schmidt-Boelcke, Friedrich Schröder
- Pays d'origine : Allemagne
- Langue originale : allemand
- Format : noir et blanc
- Genre : policier
- Durée : 91 minutes
- Dates de sortie :
  - Allemagne : 27 septembre 1946

## Distribution
- Viktor de Kowa : Peter Voss
- Else von Möllendorf : Polly Petterson
- Karl Schönböck : Bobby Dodd
- Hans Leibelt : Van Gelder
- Kurt Seifert : Petterson
- Fritz Kampers : Fritz Mohr
- Georg Thomalla : Max Egon Flipp
- Werner Stock : Dodds Sekretär
- Gustav Bertram : Sam Parker
- Louis Brody (comme Lewis Brody)
- Erich Dunskus : Chauffeur de Bobby Dodd
- Max Harry Ernst : Polizist
- Walter Bechmann : Kapitän der Poseidon (non crédité)
- Erwin Biegel : Blinder Passagier (non crédité)
- Gerhard Bienert : Taxichauffeur (non crédité)
- Wolfgang Dohnberg : employé de banque (non crédité)
- Erich Fiedler : Bertolli (non crédité)
- Walter Gross : Steward der "Poseidon" (non crédité)
- Ursula Herking : Marietta (non créditée)
- Victor Janson : Big Bill (non crédité)
- Benno Mueller : employé de banque (non crédité)
- Ferdinand Robert : Gast im Herrenclub (non crédité)
- Ernst Albert Schaach : Polizeikommissar (non crédité)
- Leo Sloma : Wirt im Hafenlokal (non crédité)
- Franz Weber : Mann vom Fremdenverkehrsverein (non crédité)
- Eduard Wenck : employé de banque (non crédité)
- Ewald Wenck : employé de banque (non crédité)

## Production
La société de production Tobis commence la réalisation du film de septembre 1943 à mars 1944. L'œuvre est achevée par la DEFA après la fin de la guerre. 

### Autres adaptations
- 1921 : L'Homme sans nom (de) (Der Mann ohne Namen) (en 6 parties) de Georg Jacoby
- 1932 : Un drame à quatre sous (Peter Voss, der Millionendieb) d'Ewald André Dupont
- 1958 : Peter Foss, le voleur de millions (Peter Voss, der Millionendieb) de Wolfgang Becker